# 柳林双塔寺
柳林双塔寺，位于山西省吕梁市柳林县城西，是中华人民共和国山西省文物保护单位之一。
2004年6月10日，授予山西省文物保护单位，是一座古建筑。